# Москальков, Пётр Иванович
Пётр Иванович Москальков (3 октября 1927, Гусарка, Цареконстантиновский район, Запорожская область, УССР — 10 июня 2012, Запорожье, Украина) — советский государственный и партийный деятель, председатель Запорожского облисполкома (1976—1988).

## Биография
Трудовую деятельность начал механизатором, затем — председатель колхоза, заместитель начальника районного производственного управления.
- 1965—1974 гг. — первый секретарь Приморского райкома КП Украины. На этом посту добился особых успехов в развитии сельского хозяйства — урожайность в районе поднялась с 13,8 до 34,9 центнеров с гектара, возросла также численность поголовья птиц и скота.
- 1974—1976 гг. — первый заместитель,
- 1976—1988 гг. — председатель Запорожского облисполкома.

Избирался депутатом и членом Президиума Верховного Совета Украины двух созывов.
С 1988 г. на пенсии.

## Награды и звания
Награждён орденами Ленина, Октябрьской революции, Трудового Красного Знамени, четырьмя медалями.